# Episodi di Castle (quinta stagione)
La quinta stagione della serie televisiva Castle è stata trasmessa in prima visione assoluta negli Stati Uniti d'America da ABC dal 24 settembre 2012 al 13 maggio 2013.
In Italia la prima parte della stagione è stata trasmessa in prima visione sul canale satellitare Fox Life dal 13 novembre 2012 al 29 gennaio 2013; la parte restante della stagione è andata in onda dal 1º maggio al 24 luglio 2013. In chiaro è stata trasmessa su Rai 2 dal 7 settembre 2013.
| nº | Titolo originale               | Titolo italiano                              | Prima TV USA      | Prima TV Italia  |
| -- | ------------------------------ | -------------------------------------------- | ----------------- | ---------------- |
| 1  | After the Storm                | Dopo la tempesta                             | 24 settembre 2012 | 13 novembre 2012 |
| 2  | Cloudy With a Chance of Murder | Nuvoloso con possibili omicidi               | 1º ottobre 2012   | 20 novembre 2012 |
| 3  | Secret's Safe With Me          | Il tuo segreto è al sicuro                   | 8 ottobre 2012    | 27 novembre 2012 |
| 4  | Murder, He Wrote               | Weekend con il morto                         | 15 ottobre 2012   | 4 dicembre 2012  |
| 5  | Probable Cause                 | Colpevole o innocente?                       | 29 ottobre 2012   | 11 dicembre 2012 |
| 6  | The Final Frontier             | L'ultima frontiera                           | 5 novembre 2012   | 18 dicembre 2012 |
| 7  | Swan Song                      | Storia di Swan                               | 12 novembre 2012  | 8 gennaio 2013   |
| 8  | After Hours                    | Dopo cena                                    | 19 novembre 2012  | 15 gennaio 2013  |
| 9  | Secret Santa                   | Il segreto di Babbo Natale                   | 3 dicembre 2012   | 22 gennaio 2013  |
| 10 | Significant Others             | Finché morte non li separi                   | 7 gennaio 2013    | 29 gennaio 2013  |
| 11 | Under The Influence            | Cattive compagnie                            | 14 gennaio 2013   | 1º maggio 2013   |
| 12 | Death Gone Crazy               | Vita e morte di Beau Randolph                | 21 gennaio 2013   | 8 maggio 2013    |
| 13 | Recoil                         | Contraccolpo                                 | 4 febbraio 2013   | 15 maggio 2013   |
| 14 | Reality Star Struck            | Le mogli di Wall Street                      | 11 febbraio 2013  | 22 maggio 2013   |
| 15 | Target (1)                     | Nel posto sbagliato al momento sbagliato (1) | 18 febbraio 2013  | 29 maggio 2013   |
| 16 | Hunt (2)                       | Jackson Hunt (2)                             | 25 febbraio 2013  | 5 giugno 2013    |
| 17 | Scared To Death                | Spaventata a morte                           | 18 marzo 2013     | 12 giugno 2013   |
| 18 | The Wild Rover                 | Il figliol prodigo                           | 25 marzo 2013     | 19 giugno 2013   |
| 19 | The Lives of Others            | Le vite degli altri                          | 1º aprile 2013    | 26 giugno 2013   |
| 20 | The Fast and the Furriest      | Bigfoot                                      | 15 aprile 2013    | 3 luglio 2013    |
| 21 | The Squab and the Quail        | Il piccione e la quaglia                     | 22 aprile 2013    | 10 luglio 2013   |
| 22 | Still                          | Ancora                                       | 29 aprile 2013    | 17 luglio 2013   |
| 23 | The Human Factor               | Il fattore umano                             | 6 maggio 2013     | 24 luglio 2013   |
| 24 | Watershed                      | Il bivio                                     | 13 maggio 2013    | 24 luglio 2013   |

## Dopo la tempesta
- Titolo originale: After the Storm
- Diretto da: Rob Bowman
- Scritto da: David Amann

### Trama
Castle si sveglia di colpo nel proprio letto, si guarda attorno ma non trova nessuno, con la paura che sia stato tutto un sogno. Dopo pochi secondi dalla porta aperta della stanza entra Beckett, vestita solo di una camicia, con una coppia di caffè in mano. Dopo un breve dialogo riguardo alla notte trascorsa e alle reciproche idee su quanto successo (avventura di una notte o inizio di una relazione), i due si scambiano effusioni e decidono di trascorrere la giornata a letto. Tuttavia, improvvisamente in sottofondo si ode la voce di Martha, madre di Castle, la quale sta accompagnando Alexis, e chiama il figlio. Castle, preso alla sprovvista, decide che è meglio che non li scoprano insieme e fa nascondere Beckett nell'armadio; mentre Castle parla con la madre e Alexis, reduce da una sbronza, Beckett riesce a uscire dalla casa senza essere vista. Poco dopo Castle va a casa di Beckett per scusarsi. Pochi minuti dopo arriva anche l'agente Ryan per discutere delle ultime novità sul caso, collegato alla morte della madre, dell'uomo che le ha sparato (di nome Maddox). Inizialmente, Beckett (sospesa e senza pistola né distintivo) si rifiuta, ma, pressata dall'insistenza di Castle e Ryan, decide alla fine di partecipare all'indagine. Essi, insieme all'aiuto dell'agente Esposito, sono in grado di collegare Maddox (che in seguito morirà) e il signor Smith (custode del prezioso dossier contenente varie prove) al senatore William Bracken. Beckett deduce che Bracken è il responsabile della morte di sua madre. Con uno stratagemma, la detective riesce a trovarlo e si confronta apertamente con lui da sola, minacciandolo con una pistola. Entrambi però sanno che il potente politico non può essere ucciso. Per questo, alla fine arrivano a un compromesso: Beckett, che si finge in possesso di prove schiaccianti e del dossier, lo lascerà in pace in cambio della sua tranquillità e incolumità. Tuttavia, la donna minaccia il senatore: se accadesse qualcosa a lei o a una persona a lei cara, queste prove verrebbero immediatamente pubblicate in maniera da porre fine alla carriera politica del senatore. Quest'ultimo, vistosi con le spalle al muro, accetta l'accordo e la tregua. In realtà, la detective non ha in mano alcuna prova netta: è solamente riuscita a entrare in possesso del numero di un conto bancario, ora chiuso, intestato al senatore. Proprio quel conto è collegato al ricatto che aveva messo in piedi nei confronti dei poliziotti che rapivano i mafiosi, quando era assistente del procuratore. Messa parzialmente al corrente di ciò, il capitano Gates permette a Beckett di riprendere il proprio lavoro, dopo aver terminato il suo periodo di sospensione.

## Nuvoloso con possibili omicidi
- Titolo originale: Cloudy With a Chance of Murder
- Diretto da: Kate Woods
- Scritto da: Elizabet Beall

### Trama
La storia d'amore tra Kate e Castle continua piacevolmente, anche se tra ansie e timori. Intanto la squadra deve indagare sull'omicidio di una meteorina, che non era presa molto sul serio a causa della sua bellezza, ma che si era interessata da vicino ai molti bambini colpiti dall'asma, malattia di cui anch'ella soffriva. Nelle sue indagini personali, la ragazza aveva scoperto che un produttore locale di tappeti rilasciava sostanze chimiche dalla sua fabbrica, causando i sintomi dell'asma. Durante lo svolgimento indagini, Kate e Castle si accorgono di quanto sia pericoloso condurre la loro relazione segretamente.
- Guest star: Jodi Lyn O'Keefe

## Il tuo segreto è al sicuro
- Titolo originale: Secret's Safe With Me
- Diretto da: John Terlesky
- Scritto da: Terence Paul Winter

### Trama
La squadra deve indagare sulla morte di una giovane ragazza, il cui fratello è anch'egli deceduto in un incidente pochi giorni prima; la quantità di denaro in possesso della vittima porta momentaneamente fuori pista Kate e Castle, ma il ritrovamento di un bracciale che tutti supponevano fosse stato rubato, avvicina la polizia alla soluzione del caso.

## Weekend con il morto
- Titolo originale: Murder, He Wrote
- Diretto da: Rob Bowman
- Scritto da: David Grae

### Trama
Castle e Beckett decidono di passare il loro primo weekend romantico nella tenuta negli Hamptons. A causa della loro relazione segreta non possono dire nulla ai colleghi di lei, che cominciano a indagare su chi possa essere "l'uomo misterioso" con cui si frequenta la detective. Nella tenuta estiva dello scrittore però la sera stessa, un uomo cade senza vita nella piscina. Il colpevole viene subito catturato dai poliziotti del posto ma Castle non ne è molto convinto, quindi decide di indagare con Beckett su chi sia il vero colpevole. Tutto questo grazie anche a Esposito e Ryan che si trovano a New York e che li aiuteranno nelle indagini e successivamente porteranno al vero killer. Castle e Beckett, così, riescono finalmente ad avere un po' di tempo solo per loro due. Le precedenti indagini hanno anche portato Ryan a scoprire della relazione tra i due, egli decide di tenere tutto per sé e non rivelare il segreto agli altri poliziotti.

## Colpevole o innocente?
- Titolo originale: Probable Cause
- Diretto da: John Terlesky
- Scritto da: Andrew W. Marlowe

### Trama
Una ragazza viene trovata morta e attaccata al soffitto. Castle e Beckett come sempre seguono i vari indizi, ma la pista questa volta li porta al coinvolgimento totale di Castle sospettato dell'omicidio della ragazza. Beckett di certo non crede che abbia potuto fare una cosa del genere quindi continua a investigare su chi sia il vero killer. Ryan si trova costretto dalle circostanze a rivelare a Esposito la relazione tra lo scrittore e la detective, che viene rassicurata dai colleghi circa il fatto di tenere segreto il rapporto al distretto e di scoprire chi ha incastrato Castle. Successivamente si scoprirà che in questo omicidio è coinvolta una loro vecchia conoscenza, il "Triplo omicida" che ha architettato tutto solo per vendetta.

## L'ultima frontiera
- Titolo originale: The Final Frontier
- Diretto da: Jonathan Frakes
- Scritto da: Kate Sargeant

### Trama
La detentrice dei diritti di un telefilm di fantascienza, soppressa dopo poche puntate, viene uccisa durante una convention di appassionati di fantascienza in un padiglione dedicato alla serie. Castle e Beckett, che ammette di essere stata una fan della serie, indagano sul caso.
- Guest star: Jonathan Frakes, Armin Shimerman

## Storia di Swan
- Titolo originale: Swan Song
- Diretto da: David M. Barrett
- Scritto da: Rob Hanning

### Trama
Il frontman di un complesso rock viene ucciso con un colpo alla testa. I problemi per Castle e Backett nascono ben presto a causa della presenza, sul luogo del delitto, di una troupe che sta girando un documentario sulla band. Indagando, i due trovano dei collegamenti con un altro musicista che aveva avuto degli attriti con la vittima e una groupie, scoprendo inoltre che era un adepto di una setta e che ha cercato di far uscire dalla stessa un suo caro amico.

## Dopo cena
- Titolo originale: After Hours
- Diretto da: David M. Barrett
- Scritto da: Shalisha Francis

### Trama
Durante la prima cena assieme ai propri genitori, che non sta andando molto bene, Kate e Castle vengono chiamati per l'omicidio di un parroco. I primi sospetti ricadono su un boss della mafia irlandese amico della vittima: il movente pare risiedere nel fatto che cercasse di redimerlo dalla sua vita criminale. La scoperta di un testimone, e il tentativo di interrogarlo, porta la coppia in una situazione pericolosa, a risolvere il caso e appianare alcune divergenze che si erano venute a creare durante la cena.

## Il segreto di Babbo Natale
- Titolo originale: Secret Santa
- Diretto da: Jonathan Frakes
- Scritto da: Kate Sargeant

### Trama
A pochi giorni dalla vigilia di Natale avviene uno strano omicidio: qualcuno ha ucciso "Babbo Natale" e lo ha gettato da un aeroplano. Durante le indagini, Castle e la squadra di Beckett scoprono che l'uomo era in realtà un ladro, che durante una festa nei quartieri alti della città aveva rubato un prezioso orologio del valore di 30.000 dollari. Gli indizi portano inizialmente verso un collega della vittima, salvo poi scoprire che il vero assassino è uno dei partecipanti alla festa dov'è avvenuto il furto, che ha sparato al ladro mentre fuggiva via cielo. A ucciderlo non è stato però il giovane cameriere della festa (nonostante abbia un valido movente), ma l'ex moglie del ladro, timorosa di perdere l'elevato tenore di vita a cui è abituata: il suo ex marito Edmund (la vittima), un tempo spietato uomo d'affari, aveva infatti deciso di costituirsi, e così facendo lui e l'ex consorte avrebbero perso tutto.

## Finché morte non li separi
- Titolo originale: Significant Others
- Diretto da: Holly Dale
- Scritto da: Terence Paul Winter

### Trama
Una famosa avvocatessa divorzista viene trovata morta nella sua auto, uccisa a coltellate. Le piste al vaglio all'inizio sono diverse: un ex collaboratore e una cliente insoddisfatta, sospettata per aver lasciato una traccia su un bottone. Altri indiziati invece sono subito scartati, tra cui gli ex mariti delle donne rappresentate. Man mano che le indagini proseguono, si scopre che il fidanzato della vittima era un ex appartenente ai servizi segreti militari e, per conoscerla, aveva utilizzato una falsa identità: lavorava per un avvocato penalista, intermediario di un famoso giocatore di golf, Billy Piper, sospettato in passato dell'omicidio della moglie. Quest'ultima si scopre aver inscenato la sua morte per liberarsi dal matrimonio e incastrare il marito violento.
Intanto la madre di Alexis è tornata, ospitata da Castle contro la sua volontà, e invita Beckett a cena.

## Cattive compagnie
- Titolo originale: Under The Influence
- Diretto da: John Terlesky
- Scritto da: Elizabeth Beall

### Trama
Esposito cerca di aiutare Joey, un ragazzino dei quartieri bassi, coinvolto in un caso di omicidio da Shane, l'uomo che lo ha preso per strada e che lo sfrutta per rubare in ricche case – con la complicità di una deejay che si sospetta abbia ucciso. All'inizio Esposito non sa come gestire Joey, finché non riesce a conquistare la sua fiducia mostrandogli la sua fedina penale di quando aveva la sua età e delle medesime cose che aveva commesso (per poi riuscire a uscirne con l'aiuto di un insegnante, che gli ha mostrato la strada giusta da percorrere). Si scopre che ad aver ucciso la deejay è Regina, famosa cantante ma con una carriera in declino, sorpresa dalla vittima a rubare le tracce dal suo album di prossima uscita. Regina viene aiutata a trasportare via il cadavere della deejay da Shane, che Joey ha protetto per lealtà fin quando non ha capito che per lui era solamente una pedina; Beckett non può però dimostrare il suo coinvolgimento poiché ha bruciato la propria auto, unica prova che lo collegava all'omicidio. Esposito avverte Shane che se lo trova a girare ancora intorno a Joey, o a qualsiasi altro ragazzino, lo ucciderà e lo farà sembrare autodifesa: Shane si accolla così l'accusa di furto, e decide di accettare il consiglio di Esposito.
- Guest star: Michael Irby (Shane Winters), Nadji Jeter (Joey Malone), Taylor Cole (Regina Cane)

## Vita e morte di Beau Randolph
- Titolo originale: Death Gone Crazy
- Diretto da: Bill Roe
- Scritto da: Jason Wilborn

### Trama
Beau Randolph, fondatore del “College Girls Gone Crazy”, già conosciuto da Castle e Beckett in una passata indagine, viene strangolato nel corso di una sua festa. Molti avrebbero voluto vedere Beau morto, per la vita “sconveniente” e “immorale” che conduceva. Tra i sospettati appare anche Scarlet Jones, l'attraente guardia del corpo della vittima, di cui Esposito rimane subito affascinato e che, non appena viene discolpata, invita a uscire. Nel frattempo, Castle scopre che Alexis ha un video blog in cui rivela informazioni personali sulla propria vita, non prendendo molto bene la cosa.
- Guest star: Kelly Hu (Scarlet Jones), Jordan Belfi (Beau Randolph), Chad Donella (Troy Strickland)

## Contraccolpo
- Titolo originale: Recoil
- Diretto da: Thomas J. Wright
- Scritto da: Rob Hanning e Cooper McMains

### Trama
Castle e Beckett indagano sulla morte di una giovane donna ritrovata carbonizzata in un bidone. Durante le indagini scoprono un collegamento con il senatore William Bracken, il responsabile della morte della madre di Beckett. La detective è determinata a fare giustizia, ma le cose non andranno come sperato. Di fronte al rischio di morte del senatore, Kate, malgrado il forte disprezzo per lui, riesce a salvarlo dall'attentato e Bracken, colpito, dichiara ambiguamente alla giovane di avere un debito con lei.
- Guest star: Jack Coleman (Senatore Bracken)

## Le mogli di Wall Street
- Titolo originale: Reality Star Struck
- Diretto da: Larry Shaw
- Scritto da: David Grae

### Trama
La squadra investiga sull'omicidio di una giovane star del reality show "Le mogli di Wall Street". Intanto Castle cerca di organizzare una bella sorpresa di San Valentino per Beckett, ma il piano prende una piega inaspettata.
- Guest star: Gina Torres (Penelope Foster), Gail O'Grady (Margo Gower), Chris Butler (Bob Foster)

## Nel posto sbagliato al momento sbagliato(1)
- Titolo originale: Target (1)
- Diretto da: Bill Roe
- Scritto da: David Amann

### Trama
La squadra investiga sull'omicidio di un giovane, che porta alla luce un piano per rapire la figlia di un ricco uomo d'affari mediorientale. Al caso, che vede inoltre il rapimento di Alexis, lavora anche l'agente Harris dell'FBI.
- Guest star: Dylan Walsh (Agente Harris), Karen Shenaz David (Sara El-Masri)

## Jackson Hunt(2)
- Titolo originale: Hunt (2)
- Diretto da: Rob Bowman
- Scritto da: Andrew W. Marlowe

### Trama
L'FBI sembra non avere tracce per trovare chi ha rapito Alexis. Castle decide quindi di recarsi a Parigi e di risolvere la situazione da solo. Per ritrovare la figlia, ingaggia un personaggio misterioso che è famoso per la risoluzione di casi molto intricati. Il piano però non va come dovrebbe e Castle si ritrova nei guai. Ad aiutarlo accorrerà un agente segreto del governo; che si scoprirà essere il padre di Castle e quindi il nonno di Alexis. Tutto il piano di rapimento, infatti, riguardava proprio la ragazza in modo da far uscire allo scoperto suo nonno e permettere a un mafioso russo di vendicarsi.
- Guest star: Dylan Walsh (Agente Harris), James Brolin (Jackson Hunt), Christopher Heyerdahl (Jacque Henri)

## Spaventata a morte
- Titolo originale: Scared to Death
- Diretto da: Ron Underwood
- Scritto da: Shalisha Francis

### Trama
Castle e Beckett con Ryan ed Esposito indagano sul misterioso decesso di una ragazza che sembra essere morta letteralmente di paura, tre giorni dopo aver visto un DVD "maledetto". Dopo aver visto il terrificante video insieme a Beckett, Castle si convince di essere la prossima vittima e di dover spezzare il ciclo maledetto e mortale. Il caso si rivelerà uno dei più spaventosi mai affrontati dalla squadra, in quanto subito dopo la ragazza viene trovata un'altra vittima legata al contenuto del DVD. Nel corso dell'indagine Castle e Beckett scoprono che le inquietanti morti sono collegate al processo di un sanguinario e fanatico serial killer, defunto anni prima: Nigel Malloy. Convinti che qualcuno stia cercando vendetta per Malloy, Castle e Beckett cercano di rintracciare e di mettere in salvo tutti coloro che al processo testimoniarono contro il killer, ma alla fine grazie alla confessione di uno dei testimoni e possibile prossima vittima, Castle capisce che la chiave per risolvere il caso e salvarsi da morte certa non è Malloy, ma bensì riguarda un altro uomo che prima di Nigel venne ingiustamente arrestato e accusato: David Collier, il quale per la disperazione si suicidò in carcere. Il killer del DVD è sua figlia, Amanda, ossessionata dalla vendetta per il padre contro coloro che lo condannarono spingendolo alla follia. Risolto l'incredibile e spaventoso caso, Castle e Beckett si godono una serata amorevole e tranquilla.
- Guest star: Wes Craven (sé stesso)

## Il figliol prodigo
- Titolo originale: The Wild Rover
- Diretto da: Rob Hardy
- Scritto da: Terence Paul Winter

### Trama
La squadra indaga sull'omicidio di un uomo che viene ritrovato morto all'interno di un apparecchio industriale per la produzione di dolciumi. L'omicidio li porta a una gang di criminali irlandesi di base a Staten Island il cui capo è Bobby S. Si scoprirà che Ryan conosce Siobhan O'Doul, la proprietaria del bar in cui il clan ha la sua sede e che in passato era un agente infiltrato nella gang.
- Guest star: Cara Buono (Siobhan O'Doul), Michael Rodrick (Robert "Bobby S." Shannon)

## Le vite degli altri
- Titolo originale: The Lives of Others
- Diretto da: Larry Shaw
- Scritto da: Terri Miller

### Trama
Castle si è fatto male a un ginocchio e non può partecipare alle indagini. Mentre lui si annoia a casa, Beckett indaga sulla morte di un agente delle tasse. Per spezzare la monotonia, Castle inizia a sbirciare il palazzo di fronte dalla finestra e si ritrova testimone di quel che sembrerebbe essere un omicidio. Lo scrittore farà di tutto per convincere la compagna che l'omicidio non è frutto della sua mente.
- Note: è il 100º episodio della serie, celebrato con una speciale sigla; inoltre, il traguardo viene fatto cadere e celebrato nella trama dell'episodio, durante il compleanno di Richard Castle.

## Bigfoot
- Titolo originale: The Fast and The Furriest
- Diretto da: Jonathan Frakes
- Scritto da: Christine Roum

### Trama
La squadra trova delle impronte gigantesche sulla scena del crimine e subito Castle riconduce l'omicidio a Bigfoot. Durante le indagini la storia prende una piega inaspettata, così Castle e Beckett si ritroveranno a indagare su un altro omicidio, avvenuto anni prima.
- Guest star: Marisa Quintanilla (Anne Cardinal), Raphael Sbarge (Dott. Darrell Meeks)

## Il piccione e la quaglia
- Titolo originale: The Squab and The Quail
- Diretto da: Paul Holahan
- Scritto da: Jason Wilborn e Adam Frost

### Trama
Dopo la morte di un ricco uomo d'affari, Beckett viene assegnata alla protezione di Erik Vaughn, un affascinante miliardario che si trova in pericolo di vita. Castle, logorato dalla gelosia, cerca di risolvere il caso il più in fretta possibile per riuscire ad allontanare Beckett da Vaughn. Intanto la detective si ritrova a riflettere sulla sua storia con lo scrittore, domandandosi se Castle la dia troppo per scontata.
- Guest star: Ioan Gruffudd (Eric Vaughn)

## Ancora
- Titolo originale: Still
- Diretto da: Bill Roe
- Scritto da: Rob Hanning

### Trama
Mentre Beckett si trova a dover stare immobile su di una bomba, l'episodio rievoca le varie fasi della relazione tra lei e Castle.

## Il fattore umano
- Titolo originale: The Human Factor
- Diretto da: Bill Roe
- Scritto da: David Ammann

### Trama
Un uomo rimane ucciso nell'esplosione della sua auto. Quando Beckett e Castle arrivano sul posto, si rendono conto che le indagini sono secretate. Dalle poche informazioni a loro disposizione i due capiscono che l'uomo è stato ucciso da un missile lanciato da un drone. Riuscendo a entrare in sintonia con un membro dei servizi segreti, scoprono la verità sull'assassino. Intanto l'agente del governo, dopo aver visto Beckett al lavoro, ne ha apprezzato le grandi doti investigative e le propone una importante carica governativa a Washington.

## Il bivio
- Titolo originale: Watershed
- Diretto da: John Terlesky
- Scritto da: Andrew W. Marlowe

### Trama
In seguito agli eventi del caso precedente, Kate decide di fare il colloquio a Washington, ma non è certa se accettare o meno l'occasione. Nel frattempo, le indagini su una prostituta (in realtà non una vera squillo) trovata morta portano Castle e Beckett a indagare su uno studio legale. Castle scopre del colloquio di Kate a Washington e teme che la loro relazione sia alla fine. I due si incontrano alla solita altalena, Castle sembra stia per lasciare Kate e invece le chiede di sposarlo 